# Shilvi

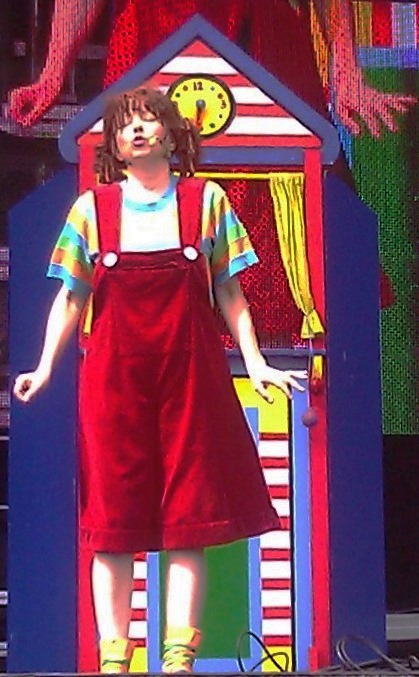
Shilvi au CUSM le 21 juin 2015

Shilvi est un personnage pour enfants créé en 2001 par Sylvie Dumontier et Julie Fréchette.
Âgée d'environ six ans, Shilvi s'est fait connaître grâce à ses albums de chansons.
Le 1er novembre 2017, Sylvie Dumontier annonce via la page Facebook officielle de Shilvi que le personnage prenait sa retraite. Ainsi, aucun nouvel album n'est prévu à la suite de la sortie de l'album de compilation La crème de la crème.

## Albums
En 2001, elle publie un premier album Ma p'tite poupoune qui lancera sa carrière.  Suit l'album Tid'lidop! en 2003, La tour de bébelles en 2004 (un album de chansons de Noël originales), 14 pistes pour débutants et intermédiaires en 2007 et Les zédemis en 2011. L'album La crème de la crème sorti en 2014 comporte  21 chansons toutes illustrées dans un livret de 32 pages, l'album, aux allures de petit livre, comprend deux CD dont un contenant toutes les versions instrumentales, permettant aux enfants de chanter les chansons.
Les chansons sont écrites et composées en grande partie par Sylvie Dumontier et Marc Larochelle, sauf pour l'album Les zédemis, entièrement écrit et composé par Sylvie Dumontier. Denis Larochelle est le réalisateur et arrangeur de tous les albums. Les 3 premiers albums ont été illustrés par Julie Fréchette.

## Spectacles
En 2006, Shilvi monte sur scène pour la première fois lors du Shpectacle écrit par Sylvie Dumontier et Marc Larochelle et mis en scène par Daniel Brière.  Lors de ce spectacle,  Shilvi est incarnée par la comédienne Véronique Marchand.
Depuis 2008, Sylvie Dumontier incarne elle-même son personnage sur scène et a présenté un spectacle intitulé Tour de chant et gamineries plus d'une centaine de fois.
En janvier 2012, elle entame la tournée d'un spectacle intitulé « Quand les poules auront des dents ».  Elle est accompagnée sur scène du comédien et marionnettiste Éloi Cousineau qui tient le rôle de Popo, son ami hippopotame.

## Livres
Elle a publié deux livres-disques aux éditions Flammarion Québec : Monoiseau et Popo part au vent ainsi que deux livres de format tout-carton pour les tout-petits : Piano roccoco et Tambourin perlimpinpin.  En 2012, trois nouveaux titres furent publiés aux Éditions de la bagnole: "C'est important, les zédemis", "Ici, c'est chez moi" et "Noël, c'est la fête des câlins".  Les textes de tous les livres sont signés Sylvie Dumontier et les illustrations sont de Nadja Cozic, sauf pour "Monoiseau" et "Popo part au vent", deux titres illustrés par Julie Fréchette.

## Sylvie Dumontier
En 2006, Sylvie Dumontier a lancé un album de chansons Les îles flottantes qu'elle a entièrement écrit et composé.  L'album fut mis en nomination pour le Félix Meilleur album jazz création en 2007. Elle joue, aux côtés de Chantal Lamarre, le personnage de Gert Galipeau dans l'émission spéciale Des grelots dans le bungalow en 2022.

## Récompenses
- 2002 : Prix Félix dans la catégorie Meilleur Album Jeunesse pour Ma p'tite poupoune
- 2004 :  Prix Félix dans la catégorie Meilleur Album Jeunesse pour Tid'lidop!
- 2004 :  Prix Félix dans la catégorie Meilleur Site Internet
- 2006 :  Prix Félix dans la catégorie Meilleur Album Jeunesse pour ..La tour de bébelles
- 2008 :  Prix Félix dans la catégorie Meilleur Album Jeunesse pour 14 pistes pour débutants et intermédiaires
- 2012: Prix Félix dans la catégorie "Meilleur Album Jeunesse" pour "Les zédemis"